# Zeitzovo muzeum současného afrického umění
Zeitzovo muzeum současného afrického umění (Zeitz Museum of Contemporary Art Africa, zkratkou MOCAA nebo Zeitz MOCAA) je muzeum umění v Kapském Městě v Jihoafrické republice. Nachází se v přestavěné budově bývalého sila z 20. let 20. století a je považováno za největší muzeum současného afrického umění na světě. Bylo otevřeno 22. září 2017.
Muzeum bylo zřízeno jménem německého manažera a sběratele umění Jochena Zeitze v partnerství veřejného a soukromého sektoru. Představuje rozsáhlou sbírku afrického umění, kterou Zeitz shromažďoval od roku 2002. Mimo jiné v roce 2013 získal na Benátském bienále 85 uměleckých děl, některých z nich oceněných. Společnost V&A Waterfront, na jejímž pozemku muzeum stojí, zaplatila za výstavbu a infrastrukturu přibližně 500 milionů tehdejších randů. Zeitz zpřístupňuje svou sbírku, platí provozní náklady muzea prostřednictvím Nadace Zeitz a financuje rozpočet na nové akvizice, není však spolumajitelem muzea. Sbírku do muzea zapůjčil na 20 let nebo na doživotí.
Přestavba budovy pro muzejní účely probíhala od roku 2014 pod vedením ateliéru londýnského architekta Thomase Heatherwicka. Jihoafričan Mark Coetzee byl první výkonný ředitel a hlavní kurátor; Zeitzovi už předtím radil ohledně nákupů. V květnu 2018 odstoupil a jeho nástupkyní se stala Senegalka Koyo Kouohová.